# 오다 노부미치 (1819년)

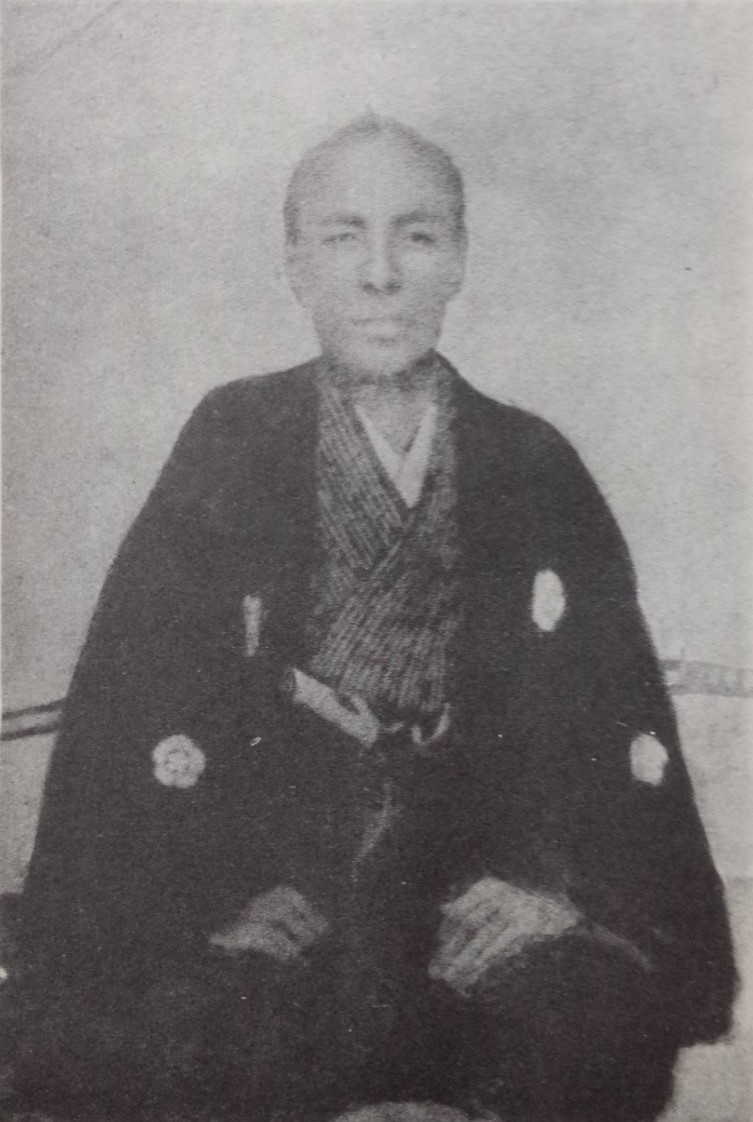
오다 노부미치

오다 노부미치(일본어: 織田信学, 1819년 12월 19일 ~ 1891년 2월 3일)는 일본 에도 시대의 다이묘로, 덴도번의 2대 번주이다. 초대 번주 오다 노부카즈의 맏아들이다. 통칭은 야오야(八百八), 효부(兵部)이며, 관위는 종5위하, 이세노카미, 병부소보(兵部少輔), 좌근장감(左近将監)이다.
덴포 7년(1836년) 10월 13일, 아버지 노부카즈가 사망함에 따라 가문을 계승하였다. 11월 1일에 쇼군 도쿠가와 이에요시를 알현했고, 12월 16일에 종5위하 이세노카미에 서임되었다. 막부 말기 동란기에 들어서서, 번 재정의 악화 때문에 홍화의 전매제와 연공의 전납화를 시행했다. 가에이 4년(1851년) 10월 25일, 막부에서 데와국 오키타마 군 내의 영지 4640여 석을 회수하고, 무라야마 군 내의 영지를 지급하였다. 이에 따라 덴도 번의 영지는 무라야마 군 내 21개 촌 23153석이 되었다. 분큐 2년(1862년), 할아버지 오다 노부치카와 아버지 노부카즈의 유지를 받들어 오바타 번 때와 같은 국주격 대우로의 복귀를 꾀하는 가격 상승을 막부에 탄원하였으나, 이루어지지 않았다. 게이오 3년(1867년) 10월, 조정으로부터 상락(上洛) 명령을 받았으나, 가로를 대리인으로 상경시킬 것을 희망하였다. 게이오 4년(1868년) 1월 10일, 번사 쓰다 가게유 등을 상락시켰으나, 신정부는 다시 번주 노부미치의 상락을 명령했다. 이에 노부미치는 2월, 병을 이유로 상락에 응하지 않고, 대신 적자 노부토시를 파견했다. 3월 2일, 신정부로부터 오우 진무사 선도역에 임명되었고, 번사 요시다 모리타카를 대행으로 삼았다. 3월 19일, 은거하여 노부토시에게 번주직을 물려주었다. 하지만 노부토시는 나이가 어렸으므로, 실제 번의 운영은 은거한 노부미치와 중신들의 합의로 이루어진 것으로 추측된다. 윤4월 4일, 신정부측과 대립하고 있던 쇼나이번이 덴도를 공격하여, 노부미치와 그 가족들은 센다이번 영지로 도망갔다. 메이지 3년(1870년) 4월 9일, 도쿄로 옮겨왔고, 5월 7일에 메이지 천황을 배알하였다. 1891년에 73세의 나이로 사망하였다.
| 전임 오다 노부카즈 | 제2대 덴도번 번주 1836년 ~ 1868년 | 후임 오다 노부토시 |